# Porter (cràter)
Porter és un cràter d'impacte que es troba en la part sud de la Lluna, situat sobre la vora nord-oest de l'enorme plana emmurallada del cràter Clavius. Encara que generalment circular, la forma d'aquest cràter ha estat modificada per la geometria de la superfície sobre la qual es va formar. La vora externa apareix generalment més baixa al sud-oest, on se superposa al sòl de Clavius. Així mateix, el sòl interior és més pla prop d'aquesta cara. En contrast, el sòl és més aspre i més desigual en la meitat nord-est.

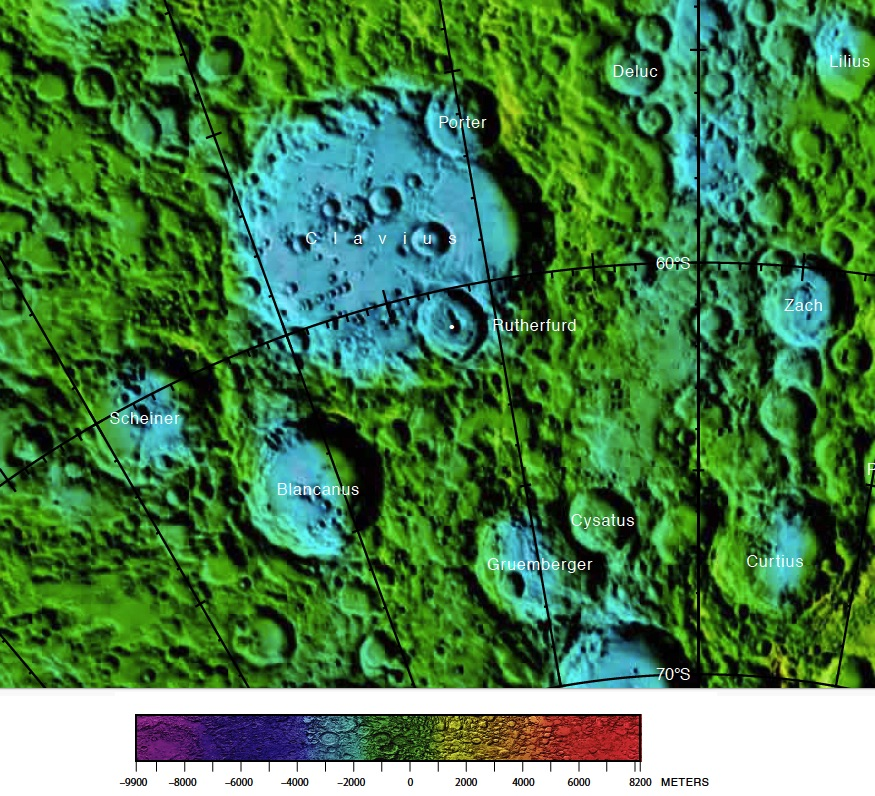
Localització de Porter, a la vora nord-est de Clavius

El cràter mostra un aspecte una mica desgastat, especialment si es compara amb Rutherfurd, un impacte més recent de vores afilades situat cap al sud, sobre la vora del sud-est de Clavius. Presenta un doble pic central situat just al sud-oest del punt central. Un petit cràter jeu sobre la paret interior del nord-oest del cràter, encara que no mostra altres marques significatives de petits impactes.
Porter va ser designat anteriorment Clavius B abans que la UAI li adjudiqués el seu nom actual.

## Cràters satèl·lit
Per convenció aquests elements són identificats en els mapes lunars posant la lletra en el costat del punt central del cràter que està més prop de Porter.
|        | \| Porter \| Coordenades \| Diàmetre \| \| ------ \| ------------------------------------ \| -------- \| \| B \| 54° 24′ S, 8° 36′ O / 54.4°S,8.6°O \| 12 km \| \| C \| 54° 48′ S, 10° 18′ O / 54.8°S,10.3°O \| 12 km \| |          |
| Porter | Coordenades | Diàmetre |
| B      | 54° 24′ S, 8° 36′ O / 54.4°S,8.6°O | 12 km    |
| C      | 54° 48′ S, 10° 18′ O / 54.8°S,10.3°O | 12 km    |